# Diamond Cut
Diamond Cut (en español: corte del diamante) es el tercer álbum de estudio grabado por la cantante galesa Bonnie Tyler en 1979.
El álbum es un alejamiento de la estilo country que estaba en los primeros dos álbumes y se inclina hacia el género pop con covers de «Louisiana Rain» y «Bye Bye Now My Sweet Love», entre otros sencillos notables.

## Lista de canciones
| Diamond Cut — Edición estándar |                                |                           |          |  |
| N.º                            | Título                         | Escritor(es)              | Duración |  |
| 1.                             | «If You Ever Need Me Again»    | Ronnie Scott, Steve Wolfe | 3:29     |  |
| 2.                             | «Too Good to Last»             | Ronnie Scott, Steve Wolfe | 3:42     |  |
| 3.                             | «What a Way to Treat My Heart» | Ronnie Scott, Steve Wolfe | 3:33     |  |
| 4.                             | «The Eyes of a Fool»           | Ronnie Scott, Steve Wolfe | 3:16     |  |
| 5.                             | «Bye Bye Now My Sweet Love»    | Alan Tarney               | 3:00     |  |
| 6.                             | «Louisiana Rain»               | Tom Petty                 | 4:22     |  |
| 7.                             | «Baby I Just Love You»         | Ronnie Scott, Steve Wolfe | 3:01     |  |
| 8.                             | «Words Can Change Your Life»   | Ronnie Scott, Steve Wolfe | 3:40     |  |
| 9.                             | «My Guns Are Loaded»           | Ronnie Scott, Steve Wolfe | 3:42     |  |
| 10.                            | «I'm a Fool»                   | Ronnie Scott, Steve Wolfe | 3:16     |  |

| Diamond Cut — 2009 Relanzamiento (bonus tracks) |                                         |              |          |  |
| N.º                                             | Título                                  | Escritor(es) | Duración |  |
| 11.                                             | «(The World Is Full Of) Married Men»    |              |          |  |
| 12.                                             | «My Guns Are Loaded (versión sencillo)» |              |          |  |

## Respuesta de la crítica
Chuck Pratt de The Pittsburgh Press describió el álbum como «un encanto», pero señaló que ninguna de las canciones eran tan buenas como «It's a Heartache», de su álbum anterior. Destacó «The Eyes of a Fool», «What a Way to Treat My Heart» y «Louisiana Rain» como las mejores canciones.

## Posicionamiento en las listas

### Álbum
| País                                       | Mejor posición |
| ------------------------------------------ | -------------- |
| Noruega (VG-lista)                         | 14             |
| Suecia (Sverigetopplistan)                 | 14             |
| US Billboard 200 (AllMusic)                | 145            |
| US Billboard Top Country Albums (AllMusic) | 42             |

### Final de año
| País                   | Posición |
| ---------------------- | -------- |
| Dinamarca (Glamrocker) | 48       |

### Sencillos
| Canción            | País                   | Mejor posición |
| My Guns Are Loaded | Canadá Adult Oriented  | 10             |
|                    | Francia Pre-Chart Era  | 3              |
|                    | Francia Infodisc       | 11             |
|                    | Estados Unidos Country | 86             |
|                    | Estados Unidos POP     | 107            |
| Too Good to Last   | España                 | 6              |
| Married Men        | España                 | 35             |
|                    | España Disco Charts    | 16             |
|                    | Reino Unido Charts     | 35             |

## Personal
- Robin Geoffrey Cable – ingeniero
- Martin Jenner – guitarra acústica, guitarra eléctrica,
- Steve Wolfe – guitarra acústica, coros
- Kevin Dunne – guitarra baja
- Dave Markee – guitarra baja
- Ed Hamilton – guitarra eléctrica
- Adam Tarney – guitarra eléctrica
- Gary Waghorn – guitarra eléctrica
- Hugh Burns – guitarra eléctrica, mandolina
- Mike Barker – dobro
- Neill Adams – batería
- Henry Spinetti – batería
- Graham Smith – armónica
- Tony Lambert – teclados
- Pete Wingfield – teclados
- Jasper – sintetizador Moog, campanas, cencerro
- Chris Mercer – saxofón tenor
- Frank Tomes – tuba